# Abbotsford
Abbotsford è una città situata nella Lower Mainland, nella provincia della Columbia Britannica, in Canada. Si trova al confine con l'area metropolitana di Vancouver (Metro Vancouver). Con una popolazione stimata di 133 497 abitanti, secondo il censimento del 2011, è la quinta municipalità della Columbia Britannica, la maggiore del Distretto regionale di Fraser Valley, nonché la prima fuori da Greater Vancouver. Inoltre, l'area metropolitana Abbotsford-Mission, con 170 191 abitanti, è la 23° dell'intero Canada.

## Amministrazione

### Gemellaggi
- Fukagawa (Hokkaido)